# 旅客施設使用料
旅客施設使用料（りょかくしせつしようりょう、英: Passenger Facility Charge 、PFC） とは、旅客施設の維持・整備を使途とした空港使用料である。旅客取扱施設利用料、旅客サービス施設使用料（英: Passenger Service Facility Charge、PSFC）とも呼ばれる。

## 徴収方法
一般的には、料金を設定している各空港管理者に代わって、当該空港を発着する便を運行する航空会社が旅客から徴収する（オンチケット方式）。
2000年頃までは成田国際空港（当時は新東京国際空港）、関西国際空港などで旅客施設使用料を直接旅客から徴収していた。空港内の自動券売機で料金を支払うと半券が発行され、この半券を提示することで保安検査を受けることができた。

## 日本の空港での運用
日本においては、以下の空港で旅客施設使用料を徴収している。
- 東京国際空港
- 成田国際空港
- 大阪国際空港
- 関西国際空港
- 中部国際空港
- 新千歳空港
- 仙台空港
- 茨城空港
- 福岡空港
- 北九州空港
- 熊本空港
- 那覇空港
- 下地島空港